# Dětský pěvecký sbor Radost Praha
Dětský pěvecký sbor Radost Praha je výběrový dětský pěvecký sbor, působící na Praze 7. Je to jeden z nejstarších kontinuálně působících dětských sborů v České republice.

## Historie
Dětský pěvecký sbor Radost Praha byl založen v roce 1961 sbormistrem Vladislavem Součkem. Původně školní sbor Základní školy v Korunovační ulici působil řadu let pod Domem dětí a mládeže Prahy 7 a od roku 1994 působí pod Základní uměleckou školou v Šimáčkově ulici v Praze 7. Děti z Radosti zpívaly ve více než dvaceti evropských zemích, v letech 1994 a 1997 navštívily Kanadu, pravidelně se také s úspěchem účastní mezinárodních soutěží (Bratislava, Cantonigròs, Celje, Kaunas, Limburg-Lindenholzhausen, Llangollen, Montreux, Neerpelt, Preveza, Rimini, Sopoty, Tours, Varšava ad.). Sbor spolupracuje s Českým rozhlasem, Českou televizí a Státní operou v Praze, s významnými profesionálními tělesy (Symfonický orchestr hlavního města Prahy FOK, Symfonický orchestr Českého rozhlasu, Pražský filharmonický sbor, Kühnův smíšený sbor, Český filharmonický sbor Brno, Sedláčkovo kvarteto, Stamicovo kvarteto, Musica Bohemica aj.) a také s řadou populárních osobností (Vojtěch Dyk, Zdeněk Svěrák, Jaroslav Uhlíř ad.), v uplynulých letech vystoupil na Dnech Bohuslava Martinů, Dvořákově Praze, Pražském jaru, Pražském podzimu, Prague Sounds či Smetanově Litomyšli. Repertoár tělesa zahrnuje všechna slohová období a různé hudební žánry, Radost Praha pravidelně premiéruje díla soudobých skladatelů (Eliška Cílková, Emil Hradecký, Pavel Jurkovič ad.) a podílí se na nahrávání.

## Vedení sboru
Sbor od svého počátku vedl sbormistr Vladislav Souček, postupně se k němu přidala jeho manželka Zdena Součková, sbor vedla rovněž Andrea Sušilová (1999–2011) a od roku 2012 sbor vede sbormistr Jan Pirner. V současnosti s vedením sboru pomáhají rovněž Cecilie Pirnerová a Jana Karausová. Přípravná oddělení (Koťata, Písnička) vedly Zdena Součková a Helena Lisá, v současnosti je vedou sbormistryně Jana Palasová a Jana Karausová. Na klavír sbor doprovázela mnoho let Jitka Nešverová, jejím nástupcem je klavírista a varhaník Vladimír Kopáčik, ke spolupracujícím klavíristům patřila také Jamila Hla Shwe. Hlasovými pedagogy sboru byly Věra Grigová a Markéta Džuneva, v současnosti je hlasovou poradkyní Hana Blachutová.

## Oddělení sboru
Koncertní sbor Radost Praha má několik přípravných oddělení. Nejmladší děti zkouší v předškolní přípravce Ťutínci, děti prvních a druhých tříd v přípravném oddělení Koťata, děti od třetí do páté třídy navštěvují oddělení Písnička, potom postupují do koncertního sboru Radost Praha. Po odchodu z koncertního sboru mají členky možnost pokračovat v komorním dívčím sboru Vokalion Praha. V minulosti při sboru fungovaly další komorní sbory (Cesmina, Puellae).

## Ocenění (výběr)
| rok  | soutěž/festival                                          | ocenění |
| ---- | -------------------------------------------------------- | --- |
| 2014 | 62e Europees Muziekfestival voor de Jeugd Neerpelt       | 1ste prijs cum laude – Reeks E: Wimpelreeks gelijkstemmige jeugdkoren 1ste prijs summa cum laude – Reeks G: Vrije ensembles |
| 2015 | 51e Montreux Choral Festival                             | 3ème prix du jury pour chœurs d՚enfants „Excelent“ |
| 2016 | VI Tarptautinis Chorų Festivalis Kaunas Cantat           | Gold Diploma – Category A1, 92 bodů Gold Diploma – Category B1, 94 bodů Gold Diploma – Category L, 94,8 bodů Gold Diploma – Category M, 96 bodů Cena pro sbormistra a klavíristku GRAND PRIX |
| 2017 | 23rd International Choral Competition Preveza            | Silver medal – Category C: Children’s Choirs Silver medal – Category E: Youth Choirs Gold medal – Category F: Free programme |
| 2018 | 12th Rimini International Choral Competition             | Golden Diploma, Level 1 a absolutní vítězství kategorie (Category C – Youth and Children Choirs, 86.90 bodů) Golden Diploma, Level 1 a třetí místo v kategorii (Category D – Folk, 87.33 bodů) Golden Diploma, Level 1 (Category E – Sacred Music, 85.56 bodů)                                                                                                |
| 2019 | 14th International Warsaw Choir Festival                 | 2nd Prize in category D – Children’s Choirs 2nd Prize in category C – Youth Choirs |
| 2022 | 70ste Europees Muziekfestival voor de Jeugd Neerpelt     | 1ste prijs – Reeks D: Wimpelreeks kinderkoren 1ste prijs cum laude – Reeks E: Wimpelreeks gelijkstemmige jeugdkoren 1ste prijs cum laude – Reeks G: Vrije ensembles |
| 2023 | 19. Międzynarodowy Festiwal Chóralny MUNDUS CANTAT Sopot | Golden Diploma (Category A4 – Sacred Music, 93,8 bodů) Golden Diploma (Category B4 – Secular Music, 94,8 bodů) 2nd Award 2000 PLN Founded by the Artistic Director of the Festival |
| 2024 | Harmonie Festival Lindenholzhausen                       | Zertifikat Gold. Mit hervorragendem Erfolg teilgenommen und den ersten Preis (Kategorie 7 – Jugendchöre, Gesamtnote: 23,42) Zertifikat Gold. Mit hervorragendem Erfolg teilgenommen und den ersten Preis (Kategorie 8 – Kinderchöre, Gesamtnote: 23,33) Zertifikat Gold. Mit hervorragendem Erfolg teilgenommen (Kategorie 12 – Volkslied, Gesamtnote: 23,33) |

## Diskografie (výběr)
- Svátky písní Olomouc 1985 (2 SP, Panton, 8132 0261-62, 1985)
- Miloš Bok: Missa Solemnis pro sóla, smíšený a dětský sbor, varhany a orchestr (LP, CD, BestIA, J1 0007-2011, 1990)
- Dětský pěvecký sbor Radost Praha (CD, Bohemia Music, BM 0004-2231, 1992)
- Britten, Delibes, Eben. Radost-Praha (CD, Bohemia Music, BM 0025-2 231, 1994)
- Český rok (CD, Bohemia Music, BM 0038-2231, 1995)
- Emil Hradecký – Pavel Jurkovič: Řemesla. Lidové taneční hry pro děti (CD, Hradecký, 2004)
- Poselství hudby. Dětský pěvecký sbor Radost-Praha (CD, vlastní náklad, 2001).
- 50 let Radosti. 1961–2011 (CD, vlastní náklad, 2011)
- Nespatříte hada – Not a Single Snake in Sight. Josef Čapek – František Hrubín – Jan Skácel – Miloslav Kabeláč (Praha, Artefactum 2016, CD v knize)[15]
- Pavel Jurkovič: Písnička jako dárek (Praha, Portál 2017, CD v knize)[16]